# Robert Wilson (encenador)
Robert Wilson (Waco, Texas, 4 de outubro de 1941 — Water Mill, Nova Iorque, 31 de julho de 2025), também conhecido por Bob Wilson, foi um encenador, coreógrafo, escultor, pintor e dramaturgo norte-americano.

## Carreira
Suas peças são conhecidas mundialmente como experiências inovadoras e de vanguarda, trabalhou também como coreógrafo, iluminador e sonoplasta. É conhecido por seus vários trabalhos em colaboração com Philip Glass como "Einstein on the Beach". Realizou montagens dos trabalhos dos poetas e músicos Allen Ginsberg, Tom Waits, William S. Burroughs, Allen Ginsberg, Lou Reed, Tom Waits e David Byrne, assim como com o dramaturgo alemão Heiner Müller, .Apresentou-se em São Paulo, no Teatro Municipal (1974), com a peça The Life and Times of Joseph Stalin, que recebeu o título de The Life and Times of Dave Clark, a fins de evitar problemas com a censura militar da época (Film Reference).

## Encenações
- The King of Spain, 1969
- The Life and Times of Sigmund Freud, 1969
- Deafman Glance (com Raymond Andrews), 1971
- KA MOUNTain and GUARDenia Terrace, 1972
- The Life and Times of Joseph Stalin, 1973
- A Letter from Queen Victoria, 1974
- Einstein on the Beach (com Philip Glass), 1976
- Death Destruction & Detroit, 1979
- the CIVIL warS, 1984
- Shakespeare's King Lear, 1985
- Heiner Müller's Hamletmachine, 1986
- Euripides' Alcestis, 1986-1987no American Repertory Theatre em Cambridge, Massachusetts e em 1987 no Staatstheater em Stuttgart.
- Death Destruction & Detroit II, 1987
- Heiner Müller's Quartet, 1987
- Louis Andriessen's De Materie, 1989
- The Black Rider (com William S. Burroughs e Tom Waits), 1990
- Richard Wagner's Parsifal, Hamburg, 1991
- Alice 1992
- Gertrude Stein's Doctor Faustus Lights the Lights, Hebbel Theatre (Berlin) 1992
- Skin, Meat, Bone (com Alvin Lucier), 1994
- Timerocker (com Lou Reed), 1997
- O Corvo Branco, (com Philip Glass), Teatro Camões (Lisbon), 1998
- Monsters of Grace (com Philip Glass), 1998
- Lohengrin Metropolitan Opera, 1998
- Bertolt Brecht 's The Flight across the Ocean Berliner Ensemble, 1998
- The days before - Death Destruction & Detroit III, (with Ryuichi Sakamoto), Lincoln Center 1999
- Richard Wagner's Der Ring des Nibelungen, Zurich Opera
- POEtry, (com Lou Reed), 2000
- Hot Water (com Tzimon Barto), 2000
- Persephone, 2001
- Georg Büchner's Woyzeck (com Tom Waits), 2002
- Richard Strauss's Die Frau ohne Schatten, Opéra National de Paris (Opéra Bastille), 2002
- Isamo Noguchi exhibition, 2003
- I La Galigo, 2004
- Jean de La Fontaine's The Fables, 2005
- Ibsen's Peer Gynt, 2005 (em Norway)
- Büchner's Leonce and Lena
- VOOM Portraits, exhibition, 2007 at ACE Gallery em Los Angeles, CA
- Brecht's The Threepenny Opera, Berliner Ensemble - Berlim, 2007
- Rumi, Polish National Opera, 2008
- Faust for the Polish National Opera, 2008
- Sonnets (inspirados em sonetos de Shakespeare, com música de Rufus Wainwright), com o Berliner Ensemble - Berlim (2009)
- Carl Maria von Weber's Freischütz, Festspielhaus Baden-Baden, conductor Thomas Hengelbrock, 2009
- Beckett's Krapp's Last Tape, 2009
- L'Orfeo, de Claudio Monteverdi, La Scala, Milão 2009
- Káťa Kabanová, de Leoš Janáček, Národní Divadlo, Praga 2010
- Věc Makropulos, de Karel Čapek, Stavovské Divadlo, Praga 2010
- Ópera dos 3 vinténs de B. Brecht com o Berliner Ensemble, 2010
- Lulu de F. Wedekind com o Berliner Ensemble e trilha original de Lou Reed, 2011

### EmPortugal
- O Corvo Branco, música de Philip Glass, libreto de Luísa Costa Gomes, no Teatro Camões em 1998
- Four Saints in Three Acts, música de Virgil Thomson, libreto de Gertrude Stein no S. Carlos em 2002
- " "Dr. Faustus Lights the Lights," Encontros Acarte no Teatro Nacional D. Maria II em 10 de Setembro de 1993
- " Alice", Música de "Tom Waits", libreto de "Lewis Carroll" no Centro Cultural de Belém, Lisbon/ Portugal: Mar. 12-14, 1994

### NoBrasil
- Apresentou em São Paulo no Teatro Municipal, em 1974, a peça "The Life and Times of Joseph Stalin", que recebeu o título de The Life and Times of Dave Clark, para evitar problemas com a censura da época.